# کریستینا لارسن (بازیکن فوتبال)
کریستینا لارسن (انگلیسی: Kristina Larsen؛ زادهٔ ۱۶ ژوئن ۱۹۸۸) بازیکن فوتبال اهل ایالات متحده آمریکا است.
از باشگاه‌هایی که در آن بازی کرده‌است می‌توان به باشگاه فوتبال رین و آتلانتا بیت اشاره کرد.